# Centro IndigiScapes
El Centro IndigiScapes, (inglés: IndigiScapes Centre o también conocido como The Redlands IndigiScapes Centre) es un jardín botánico y centro de conservación de 52 hectáreas de extensión, en Capalaba, Queensland, Australia. 

## Localización e información
Se ubica al suroeste de Brisbane en su extrarradio. IndigiScapes Centre 17 Runnymede Road, Capalaba, Redlands City QLD 4157 Australia.
- Promedio Anual de Lluvias: 1500 mm
- Altitud: 38.00 m s. n. m.

## Historia
El Redlands IndigiScapes Centre es un centro de educación medioambiental del "Redland City Council". 
Fue abierto en febrero del 2000 y tiene jardines botánicos en los que se ofrece solamente plantas nativas del área de Redlands. Los jardines tienen diversos temas y proporcionan ejemplos vivos de cómo los particulares pueden utilizar las plantas nativas en ajardinar sus propios jardines domésticos. 
Su objetivo principal es el de proteger la diversidad de plantas y animales (entre ellos el Koala) en el Redlands, y difundirlo lo más posible entre los visitantes.

## Colecciones botánicas
Las colecciones vivas en el jardín botánico son al 100 % de plantas de la flora australiana, más concretamente del área de Redlands, entre sus secciones : 
- Bird Garden (jardín de las aves), el clima subtropical de "Redland City" y la variedad de tipos del hábitat le hace hogar de una variedad impresionante de especies de pájaros. El área alberga a más de 350 especies entre aves residentes y de aves en tránsito, incluyendo una especie amenazada tal como las cacatúas negras brillantes, búhos y "Lewin's Rails" (Lewinia pectoralis).

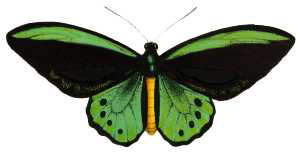
La "Richmond Birdwing Butterfly" (Ornithoptera richmondius).

- Butterfly Garden (jardín de las mariposas), el grupo de las mariposas al igual que los insectos tropicales están bien representados en el clima subtropical de Redland con más de 120 especies de mariposas. Algunas de las mariposas locales son muy raras, como la "Richmond Birdwing" y la "Illidge's Ant-blue Butterflies". El jardín de las mariposas cultiva las plantas locales que son anfitriones durante las etapas larvales de la mariposa (oruga) y que proveerán el alimento de las mariposas adultas. Cultivando una variedad de plantas de flor, que proveen abundante néctar para las mariposas. La "Richmond Birdwing Butterfly" (Ornithoptera richmondius) es una de las más espectaculares mariposas locales. Como muchas mariposas, se alimentan en una sola planta huésped llamada "Birdwing Vines", (Pararistolochia praevenosa), para terminar su ciclo vital. Con el aclareo de las selvas tropicales, esta vid ha llegado a ser rara en Queensland suroriental, y junto a ella también la mariposa "Richmond Birdwing". Por esto hay actualmente una campaña para alentar a los visitantes de la zona a cultivar en sus jardines privados la planta sustento de esta mariposa.
- Coastal Garden (jardín de la costa), las plantas costeras pueden encontrar un lugar en cualquier jardín particular de los alrededores. Están entre las más resistentes de todas las plantas, para soportar pleno sol, poca lluvia y nieblas saladas. Esto les hace las mejores plantas para cualquier jardín cerca de la costa pero también más lejos, dado su capacidad de hacer frente a cualquier agresión.
- Formal Garden (jardín formal), la mayor parte de las plantas en el jardín se encuentran de una manera natural en selva tropical o ambientes más húmedos donde las plantas producen las hojas verde oscuro, brillantes. El estilo denso del follaje en muchas de las especies usadas proporcionan un hogar excelente para la fauna.
- Nursery (vivero, el vivero del Redlands IndigiScapes Centre suministra plantas a los jardines particulares de la zona.
- Rainforest Garden (jardín de la selva), la selva tropical fue una vez extensa en el Redlands pero la mayor parte fue despejada para cultivar. Los pequeños remiendos, el remanente de la selva tropical permanecen en "Mount Cotton" y "Sheldon" a lo largo de la línea de costa y en las islas de la bahía. Antes del establecimiento europeo habría habido más selva tropical, especialmente en "Wellington Point", "Ormistion", "Cleveland" y "Redland Bay". Actualmente muchos de los retazos de selva se encuentran en propiedades privadas. Los árboles de la selva tropical tienen a menudo formas y follajes atractivos, haciéndoles especímenes excelentes de jardín. En un jardín abierto alcanzan raramente las alturas en el medio salvaje pues no tienen ninguna necesidad de tirar derechos para arriba buscando la luz. Esto lleva a especímenes más cortos, con más densidad de hojas, donde son más visibles tanto las flores como las frutas.
- Scribbly Gum Garden, el bosque de "Scribbly gum" se encontraba en la mayor parte de los Redlands desde Capalaba a Wellington Point y sobre Birkdale y Thornlands. Se le dio nombre por el árbol icónico del "Scribbly Gum" (Eucalyptus racemosa) .
- The Maze, hay un laberinto formado por 8 diferentes plantas nativas que en la base tienen pocas ramificaciones y sin embargo están rellenas con lomandras o dianellas para mantener una densa pantalla en la parte más baja.
- Wetland Garden (jardín de humedal), son un estallido de vida, constantemente cambiante, los jardines del humedal hacen de interesante punto focal en cualquier jardín. También, proporcionarán un gran hábitat para las ranas, reptiles, libélulas y pájaros.
- Wild Herb Garden (jardín de hierbas silvestres), en Australia hay una gran variedad de arbustos y plantas herbáceas aprovechables en la dieta humana, prueba de ello son los australianos aborígenes que sobrevivieron durante 10 000 años con las plantas nativas como partes significativas de su dieta. En Redlands City tiene una gran parte de estas plantas útiles en sus jardines y muchos especímenes provienen de este medio. La mayoría parece venir de las dunas o de la selva tropical costeras. Las laderas eran mientras tanto una zona que carecía de estas plantas pero sin embargo estos hábitat han producido históricamente una abundancia de carne. Algunas de las mejores plantas de arbustos están también entre las especies más resistente disponibles y cualquier ambiente de los jardines particulares se pueden cultivar algunas plantas comestibles o medicinales.